# Intermediazione finanziaria

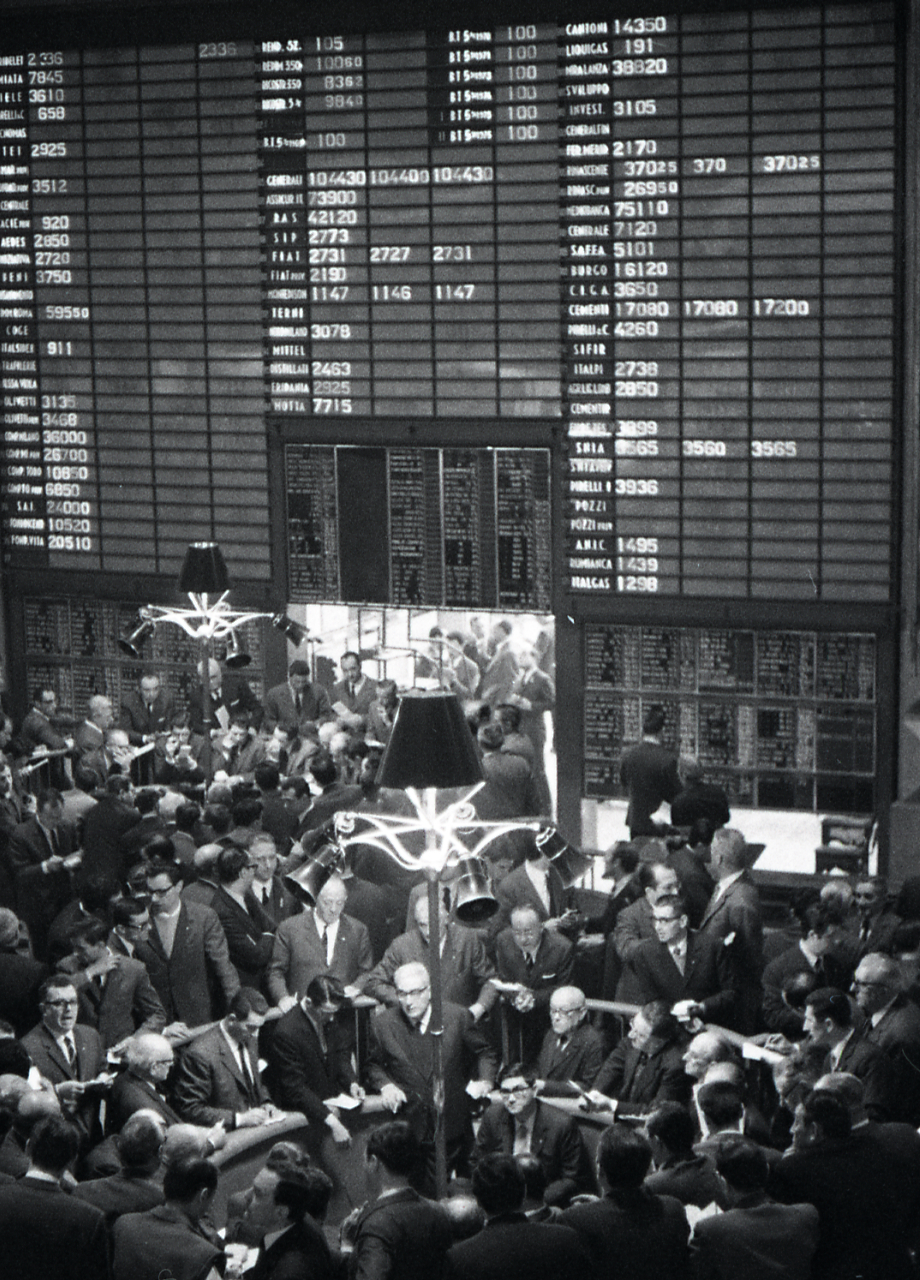
Intermediari finanziari durante una sessione alla Borsa di Milano in una foto di Paolo Monti del 1968

Per intermediazione finanziaria si intende l'intermediazione tra domanda e offerta di moneta e di strumenti finanziari.

## Descrizione
Le banche si occupano principalmente della raccolta del risparmio e della concessione di prestiti.
Le SIM, le SGR, le SICAV, le imprese di
investimento comunitarie con succursale in Italia, le imprese di investimento extracomunitarie, le società di gestione armonizzate, nonché gli intermediari finanziari iscritti in un apposito elenco previsto
dall'articolo 107 del Testo unico bancario offrono prodotti finanziari, ovvero strumenti finanziari e ogni altra forma di investimento di natura finanziaria.

## FIR
Il FIR, acronimo di Financial interrelation ratio, è un coefficiente introdotto da Raymond W. Goldsmith che misura l'incidenza dell'intermediazione finanziaria. Per fare un esempio, esso era pari nella Roma imperiale a poco più del 5%, mentre nell'Inghilterra elisabettiana a circa il 13%, indice dunque di un uso decisamente maggiore dello strumento del credito.